# Rangsit
Rangsit è una città maggiore (thesaban nakhon) della Thailandia. Il territorio comunale occupa una parte del Distretto di Thanyaburi in Provincia di Pathum Thani, nel gruppo regionale della Thailandia Centrale. Secondo una stima del 2019 del Dipartimento della pubblica amministrazione, Rangsit aveva 85 260 abitanti, era la più popolosa città e l'unica città maggiore della provincia.

## Geografia fisica

### Territorio
Rangsit si trova in una zona pianeggiante 36 km di strada a nord del centro di Bangkok e a pochi chilometri dal distretto settentrionale Don Mueang della capitale. Fa parte della Regione metropolitana di Bangkok. È attraversata dal canale Rangsit, che collega il fiume Chao Phraya al fiume Nakhon Nayok, e da una fitta rete di canali minori.

### Clima
La temperatura media mensile massima è di 35,7° ad aprile, durante la stagione secca, con un picco di 40,8° registrato a maggio, mentre la media mensile minima è di 22° a dicembre, nella stagione fresca, con un picco di 11,7° a dicembre. La media massima mensile delle precipitazioni piovose è di 284,9 mm in settembre, nella stagione delle piogge, con un picco giornaliero di 207,7 mm in ottobre. La media minima mensile è di 1 mm in dicembre. La stagione fresca va da novembre a febbraio, quella secca da febbraio ad aprile e quella delle piogge da maggio a ottobre.

## Origini del nome
La città prese il nome dal canale Rangsit, fatto scavare da re Chulalongkorn alla fine dell'Ottocento. Il canale fu chiamato Rangsit in onore del principe Rangsit Prayurasakdi, figlio del sovrano.

## Storia
Il territorio comunale si trova nella zona chiamata nei secoli passati Thung Luang (in thailandese ทุ่งหลวง, che corrisponde all'incirca alle odierne province di Pathum Thani, Nakhon Nayok, Ayutthaya e Pathum Thani e alla parte settentrionale di Bangkok. Era costituita da un vasto territorio paludoso, con dense foreste e scarsamente abitato, inadatto per l'agricoltura soprattutto perché non era attraversato da alcun corso d'acqua. Dove sorge Rangsit vi era un piccolo insediamento attorno a un lago circondato da paludi, gli abitanti vivevano principalmente nutrendosi del pesce del lago e la zona circostante era popolata da elefanti, tigri e altri animali selvatici.
Re Chulalongkorn fece bonificare il terreno per renderlo coltivabile con la realizzazione di un canale lungo diverse decine di chilometri che collega la riva orientale del fiume Chao Phraya con il fiume Nakhon Nayok, nella zona dell'odierno distretto di Ongkharak. Lo scavo ebbe inizio nel 1892 e il primo simbolico colpo di pala fu dato dal principe Rangsit Prayurasakdi, figlio del sovrano, in onore del quale fu dato il nome al canale che venne inaugurato il 18 novembre 1896. Fu il primo progetto di bonifica e irrigazione su larga scala mai realizzato nel Paese. L'area fu coltivata principalmente con il riso, che divenne così il principale prodotto esportato dal Siam. Il canale era navigabile e fu anche importante come via di comunicazione, dato che il sistema stradale era agli inizi e ancora sottosviluppato, e lungo il suo corso si svilupparono diversi insediamenti, tra i quali Rangsit.

## Luoghi d'interesse

### Architetture religiose
Il Wat Rangsit e il Wat Saeng San, costruiti rispettivamente nel 1867 e nel 1887, furono i primi templi eretti nella zona e furono poli di aggregazione socio-culturale attorno a cui si sviluppò la città. Il Wat Rangsit si trova nella zona ovest della città, lungo la ferrovia e dove c'era il lago; il Wat Saeng San è nel centro cittadino.

### Architetture civili
Il Future Park Rangsit è un moderno complesso commerciale situato in centro città lungo la Statale 1 thanon Phahonyothin. Si estende su una superficie di 400 000 m² e comprende vari edifici tra cui tre shopping mall delle catene Central, Robinson e Plaza.

### Altro
Il mercato galleggiante di Rangsit si tiene ogni giorno nel centro cittadino lungo il canale Rangsit. Oltre ai vari prodotti venduti sulle barche vi sono anche piatti che si possono consumare sul posto, in particolare i famosi noodle delle barche di Rangsit.
Il parco di divertimento Dream World si trova nella zona orientale di Rangsit. Costruito su un'area di 256 000 m², offre diverse attrazioni, spettacoli dal vivo e posti di ristoro.

## Cultura
Nel territorio cittadino si trova l'Università di Rangsit, un ateneo privato le cui principali facoltà sono quelle di Musica, Arti, Informatica e Medicina. Nei pressi della periferia settentrionale, nel vicino comune di Tha Khlong, vi è il più grande campus dell'Università Thammasat di Bangkok.

## Infrastrutture e trasporti
Rangsit è attraversata dalla Statale 1 thanon Phahonyothin, la maggiore strada che collega Bangkok con il nord del Paese. Altre importanti arterie stradali sono l'autostrada Udon Ratthaya, che a sua volta collega la capitale con il nord, la Statale 305 che porta a Nakhon Nayok, la Statale 345 che porta alla provincia di Nonthaburi ecc. La città è situata nei pressi del confine con Bangkok e usufruisce del sistema di autobus della capitale. La stazione di Rangsit della Ferrovia di Stato della Thailandia si trova nella zona orientale della città.  L'Aeroporto Internazionale di Bangkok-Don Mueang è a soli 15 km dal centro di Rangsit e si può raggiungere anche in treno o in autobus.